# Coppa Sabatini 1995
La Coppa Sabatini 1995, quarantatreesima edizione della corsa, si svolse il 21 settembre 1995 su un percorso di 192 km. La vittoria fu appannaggio dell'italiano Davide Cassani, che completò il percorso in 4h21'00", precedendo i connazionali Alessio Di Basco e Stefano Colagè.

## Ordine d'arrivo (Top 10)
| Pos. | Corridore            | Squadra                 | Tempo    |
| ---- | -------------------- | ----------------------- | -------- |
| 1    | Davide Cassani       | MG Maglificio-Technogym | 4h21'00" |
| 2    | Alessio Di Basco     | Amore & Vita            | a 0'11"  |
| 3    | Stefano Colagè       | ZG Mobili-Selle Italia  | s.t.     |
| 4    | Francesco Casagrande | Mercatone Uno-Saeco     | s.t.     |
| 5    | Ivan Gotti           | Gewiss-Ballan           | s.t.     |
| 6    | Claudio Chiappucci   | Carrera Jeans-Tassoni   | s.t.     |
| 7    | Emmanuel Magnien     | Castorama               | s.t.     |
| 8    | Paolo Lanfranchi     | Brescialat              | s.t.     |
| 9    | Andrei Tchmil        | Lotto-Isoglass          | s.t.     |
| 10   | Luca Scinto          | MG Maglificio-Technogym | s.t.     |